# 20454 Pedrajo
A 20454 Pedrajo (ideiglenes jelöléssel 1999 LD4) a Naprendszer kisbolygóövében található aszteroida. A LINEAR projekt keretében fedezték fel 1999. június 9-én.